# Симфония № 1 (Ле Флем)
Симфония № 1 ля мажор — первое крупное оркестровое произведение Поля Ле Флема, завершённое им в 1908 году. Симфония состоит из 4 частей:
1. Lent. Animé
2. Lent
3. Scherzo, assez animé
4. Finale, assez animé

Примерная продолжительность звучания 45 минут.
Симфония отражает пробуждение в музыке Ле Флема импрессионистической тенденции, близкой к идеям Клода Дебюсси и преодолевающей позднеромантический бэкграунд композитора. Расширенный состав оркестра, включающий, помимо прочего, две арфы, фортепиано и глокеншпиль, способствует колористическому богатству музыкальной ткани. В симфонии присутствует заметный кельтский колорит, подчёркнутый в финале, основанном на бретонской народной песне, записанной композитором. «В этой музыке есть острое, искромётное и необузданное счастье», — замечает позднейший рецензент.
Отдельные части из симфонии эпизодически исполнялись в концертах в 1907—1908 гг., однако её премьера была осуществлена лишь 19 апреля 1928 года в Париже Вальтером Страрамом и его оркестром. В последующие годы она исполнялась в Нанси и Страсбуре под руководством Ги Ропарца. Первая запись симфонии была сделана в 1993 году Оркестром Бретани под управлением Клода Шницлера.